# Dům U Mladých Goliášů
Dům U Mladých Goliášů (též U Bechyňů nebo Bechyňovský) čp. 527 (v době výstavby domu označen jako 527/I.) je novorenesanční nárožní dům na Starém Městě v Praze 1 na rohu ulice Skořepka (1) a Jilské ulice (2). Dům byl postaven v letech 1888–1889 podle návrhu významného českého architekta 19. století Antonína Wiehla. Autorem návrhů sgrafit je Mikoláš Aleš. Dům je zapsán v Ústředním seznamu kulturních památek.

## Popis domu

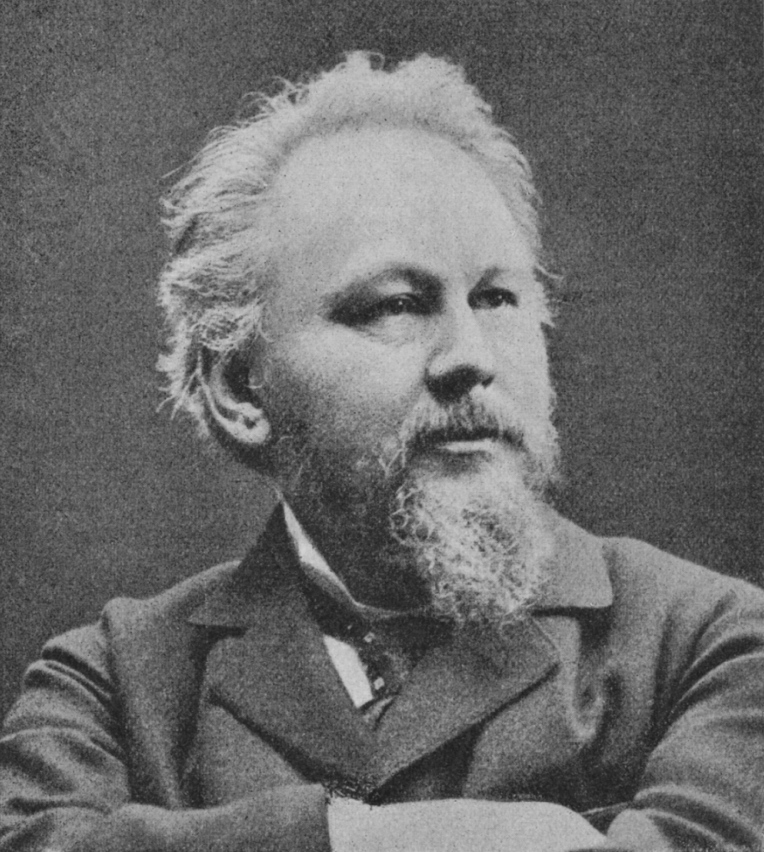
Antonín Wiehl – architekt a stavitel

Nárožní třípatrový novorenesanční činžovní dům zakončený ve třetím poschodí atikou a 4 štíty (dva do Skořepky a dva do Jilské). Dům má do Skořepky 9 os, do Jilské ulice 5 os, kde v další ose je portál. Fasádu v přízemí domu tvoří rustika, v prvním a druhém patře režné zdivo. Do ulice Skořepka je obrácen jednoosý rizalit, kterým prochází parapetní římsa zdobená dívčími hlavami, rohy hojnosti a úponkovým dekorem. V prvním patře nad oknem člení fasádu římsa na konzolích. Na fasádě směrem do Skořepky jsou dvě figurální sgrafita zobrazující alegorie Války a Míru. Alegorii pojal Aleš jako scény ze života renesančního šlechtice, který se loučí se svou chotí před odchodem do boje (Válka) a šlechtic a jeho choť v domácím interiéru (Míru). Pod prvním patrem a na arkýři je vlys zdobený plastickým dekorem. Nároží domu je zvýrazněno bosáží. Na fasádě do Jilské ulice je plochý arkýř, který nese balkon ve 2 patře. Ve třetím patře je tříarkádová lodžie s napodobeninami terakotových obkladů. V třetím patře a na štítech zdobí fasádu ornamentální sgrafita provedená na černém podkladě v barvě bílé.41-43 Na arkýři do Jilské ulice je letopočet dokončení stavby domu ANNO 1889. Na rizalitu do Skořepky v úrovni prvního patra je vsazena černá destička nápisem "DŮM TENTO VYSTAVĚLI ANT. WIEHL A KAR. GEMPERLE". Na nároží je vsazena soška Madony. Figurální i ornamentální sgrafita provedena podle návrhu Mikoláše Alše Antonín Wiehl architektonický návrh zpracoval jako svůj šestý činžovní dům v Praze. Jak informuje deska na fasádě do Skořepky postavil jej ve spolupráci s Karlem Gemperlem, se kterým v letech 1880–1890 na svých stavbách spolupracoval.

## Dům U Mladých Goliášů v kontextu Wiehlovy neorenesance

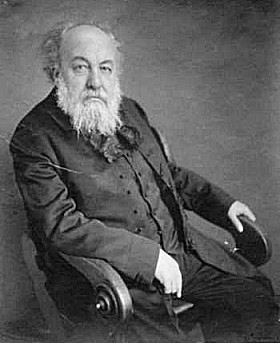
Mikoláš Aleš – autor návrhu sgrafit

Fasády staveb navržené Antonínem Wiehlem byly od 70. let přijímány veřejností i odborníky příznivě jako nový prvek ve výzdobě domů a v atmosféře pražských ulic.Wiehl na výzdobě domů postupně precizoval svoje pojetí české novorenesance.Dům U Mladých Goliášů patří do jeho směru výzdoby fasád tvořené kombinaci režného zdiva, sgrafit a renesančních štítů (nebo lunetové římsy). Wiehl v projektu vymezil plochu pro sgrafita a vlastní návrhy výzdoby zpracoval v kartonech malíř Mikoláš Aleš, který s Wiehlem v sedmdesátých a osmdesátých letech spolupracoval na výzdobě řady domů (např. Dům čp. 1682 Na Poříčí, Staroměstská vodárna). Vrcholem této spolupráce jsou Alšovy alegorie na monumentální výzdobě Wiehlova domuWiehlův kolega architekt Jan Koula Wiehlovo úsilí definoval v roce 1883 ve Zprávách Spolku architektů jako „výklad o vývoji a stylu A. Wiehla“ ve "...Wiehl bojuje o nové vyjádření architektonické na základě vzorů, pro Prahu a Čechy XVI. a XVII. století typických a ukázal k nim poprvé, když postavil svůj „sgrafitový domek“ v Poštovské ulici. Od té doby pilně sbíral památky naší renesance, studoval je a kde mu bylo možno, hleděl jich užíti na svých stavbách. Wiehlovým přičiněním mluví se o "české renesanci; cítíme oprávněnost tohoto názvu, ale nikdo dosud nestanovil přesně, v čem ráz těch staveb záleží..."  O uplatnění sgrafit referoval Jan Koula též v článku „Domy pp. architektů V. Skučka a J. Zeyera“

## Obyvatelé a události
Na začátku 20. století zde bydlel spisovatel Max Brod; v bytě jeho rodiny se Franz Kafka seznámil s Felicí Bauerovou.

## Galerie

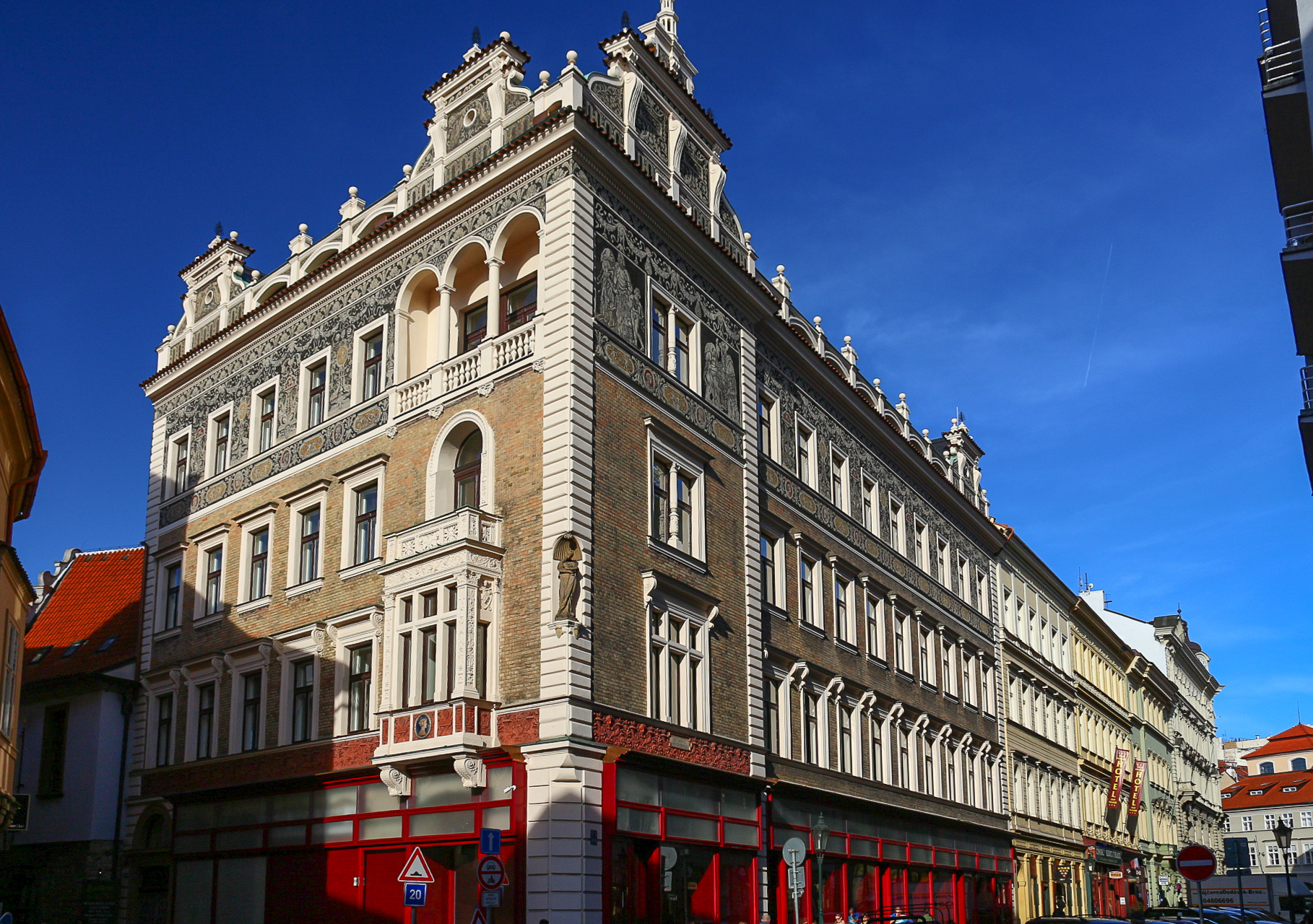
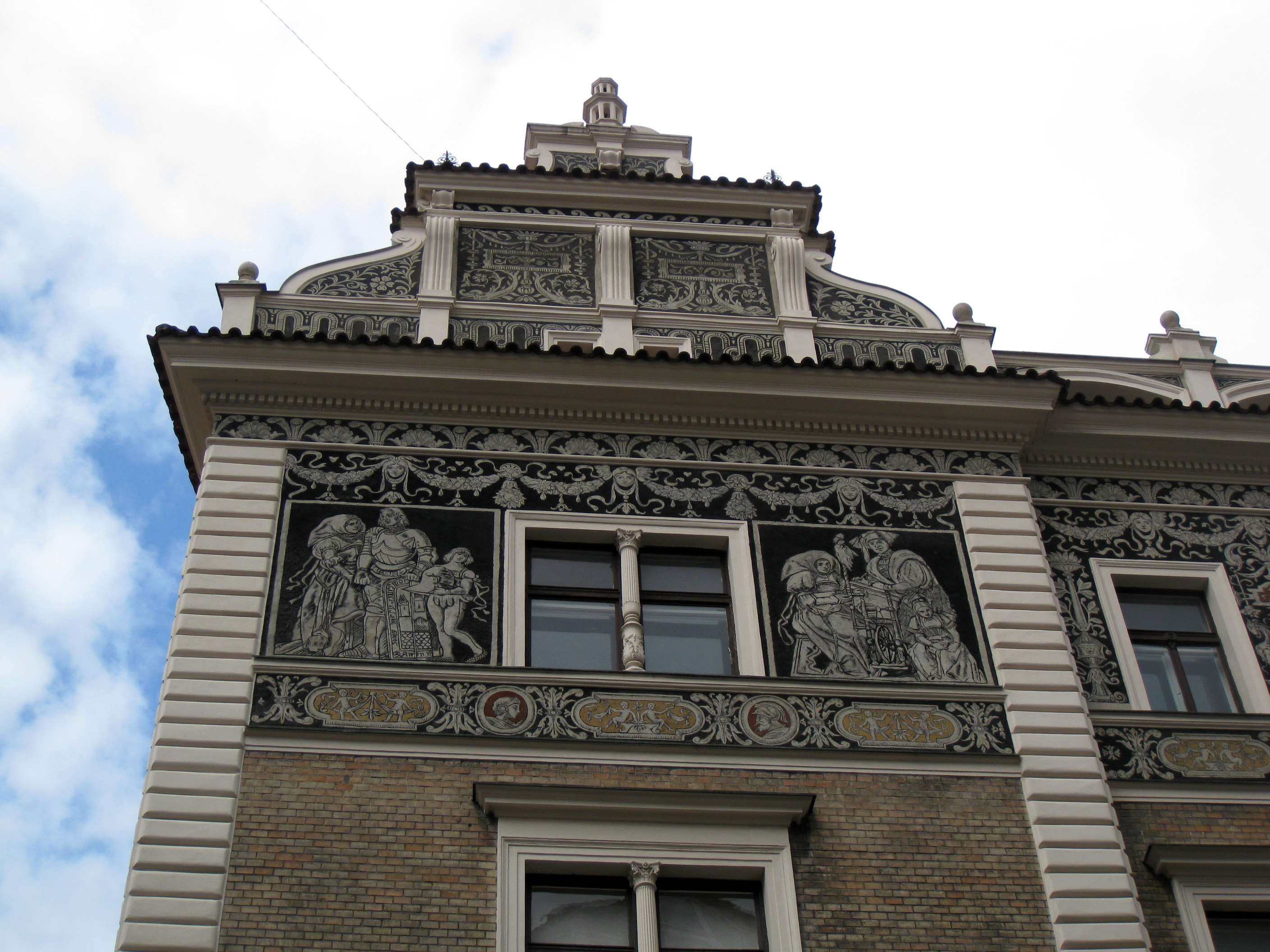
Dům U Bechyňů, Praha 1-Staré Město, Jilská 2, Skořepka 1
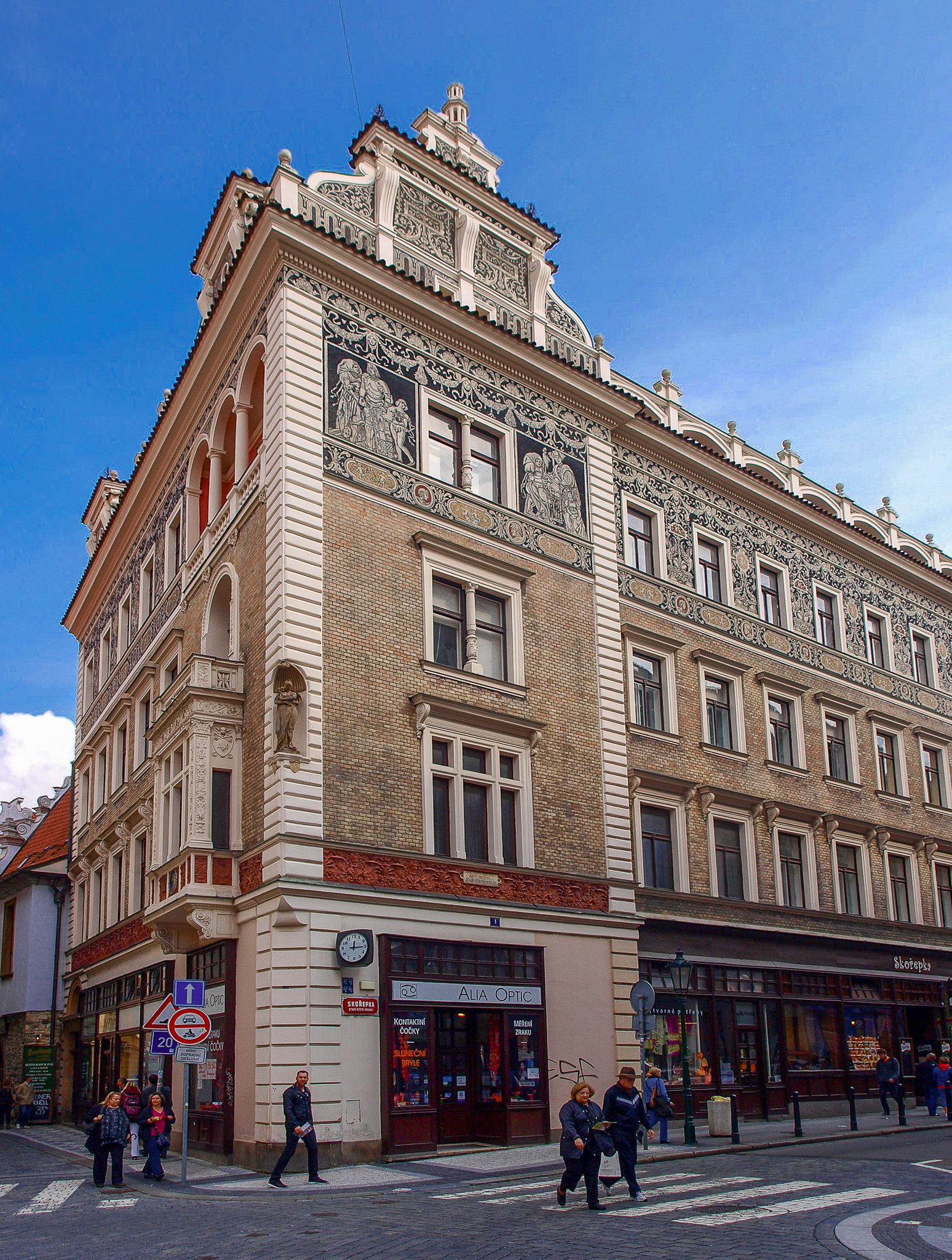